# 山水詩社
山水詩社，1970年代台灣的現代詩詩社。詩社1971年10月15日在台湾高雄成立。由白浪萍、朱沉冬、張綉綺、李春生、李冰、謝碧修、范亞倫、呂錦堂、歐雪月等人組成，並發行《山水詩刊》，不定期出刊，共出了16期，1978年停刊。1978年1月10日該社出版《山水詩選》，收錄同仁的詩作。

## 資料來源
1. ↑  文訊雜誌社/編輯，《光復後台灣地區文壇大事記要(增訂本)》，台北市：文建會，1995年6月2版。